# Arroyo Itaembé
El Itaembé es un arroyo cuyo curso define parte del límite interprovincial con la Provincia de Corrientes, desde su naciente hasta su barra, siendo a su vez parte del límite oeste. del Departamento Capital y el Municipio Posadas, en Argentina.
Su curso principal tiene 34,7 kilómetros de largo y la superficie total de esta pequeña cuenca del río Paraná, alcanza los 224,5 km², correspondiendo a Misiones sus tributarios de la margen derecha, que suman 98,5 km², quedando por ende en Corrientes una superficie algo mayor:129 km²
Entre su naciente y la del a. ANGlCO (ven se … del límite seco interprovincial, que es una línea recta de 29,8 km. El punto extremo N.N.0. de dicha línea está a 1 km al mm. del empalme de las rutas provinciales 34 de Corrientes y 213 de Misiones, en zona de campo de suave pendiente, que lentamente va mostrando un cauce por otros 900 m en la misma dirección donde ya confluyen 3 zanjas, punto que puede darse como inicio del a. ltaembó, situado a 2 km al N.N.0. del citado empalme de rutas, y a 600 m al 0. de la ruta 213, a los 27º 32' 56" S. y 55° 58' 33" 0. a 150 m s.n.m.
A los 10,1 km de curso recibe al a. ºjo de Agua 0 Cambay ; a los 14,6 km lo cruza la ruta nac. 12 ; a los 25,9 km recibe el aporte del a. ltaembé Mini ; a los 27,6 lun y 33 km, respectivamente capta a dos pequeños tributarios el 3. del Mogote y el Barrero, este último tendrá su valle casi íntegramente inundado por las aguas represadas del embalse de Yacyretá.
Desaguaba en el Paraná a los 27º 19' 50" S. y 56' 01' 45" 0. aprox. a 70 m s.n.m.. cota y coordenadas que comenzaron a modificarse con el llenado parcial de dicho embalse, el cual una vez que tenga nivel definitivo, su nueva línea de costa en este sector se retirará hacia tiene firme casi 1 km.